# Theridion longicrure
Theridion longicrure är en spindelart som beskrevs av Marples 1956. Theridion longicrure ingår i släktet Theridion och familjen klotspindlar. Inga underarter finns listade i Catalogue of Life.